# 甘蔗瘤節蜱
甘蔗瘤節蜱（学名：Aceria sacchari）为節蜱科瘤節蜱屬下的一个种。